# Piero del Papa
Piero del Papa (* 25. August 1938 in Pisa; † 27. Oktober 2018 ebenda) war ein italienischer Boxer. Er war Europameister der Berufsboxer im Halbschwergewicht.

## Werdegang

### Amateurlaufbahn
Piero del Papa hatte nur eine relativ kurze Amateurzeit, die aber recht erfolgreich war. Er wurde im Jahre 1960 italienischer Meister im Halbschwergewicht. Zu den Olympischen Spielen in Rom wurde aber nicht er, sondern der international erfahrenere Giulio Saraudi entsandt.

### Profilaufbahn
Die Profilaufbahn von Piero del Papa begann am 7. Dezember 1960 in Bologna mit einem K.-o.-Sieg in der 4. Runde über seinen Landsmann Angelo Greco. In den nächsten vier Jahren kämpfte er vor allem in der Toscana und im Piemont und blieb dabei in 30 Kämpfen ungeschlagen. Er siegte dabei gegen so gute Gegner wie den US-Amerikaner Freddie Mack, Johnny Halafihi aus Frankreich und seine Landsleute Guerrino Scattolin und Luigi Napoleone.
Am 7. Dezember 1962 wurde Piero del Papa in Rom italienischer Meister im Halbschwergewicht durch einen Punktsieg nach 12 Runden über Piero Tomasoni. Diesen Titel verteidigte er 14. September 1963 in Pisa durch einen Punktsieg über Guerriono Scattolin und am 6. August 1964 in Ascoli durch einen technischen K.-o.-Sieg in der 11. Runde über Benito Michelon. Gegen den gleichen Boxer verlor er am 7. Dezember 1964 im Palazzo dello Sport in Rom seinen italienischen Meistertitel durch eine Punktniederlage nach 12 Runden. Dies war seine erste Niederlage als Professional.
Am 11. März 1966 wurde Piero del Papa dann in Rom durch einen Punktsieg nach 15 Runden über seinen Landsmann Giulio Rinaldi Europameister im Halbschwergewicht. In dem Bestreben, einen Weltmeisterschaftskampf zu erhalten, boxte Piero del Papa am 11. Juli 1966 in San Francisco gegen den Ex-Weltmeister Carl Olson aus den USA. In einer hart umkämpften Begegnung erhielt Olsson einen knappen 2:1-Punktsieg zugesprochen. Piero del Papa musste seine Amerikanpläne deshalb auf Eis legen.
In den nächsten Jahren verteidigte Piero del Papa seinen Europameistertitel dreimal erfolgreich. Er behielt seinen Titel am 17. August 1966 in Pisa, weil sein Kampf gegen den Schotten Chic Calderwood wegen Regens abgebrochen werden musste. Am 17. November 1966 gewann er über das deutsche Box-Effant-Terrible Wilhelm von Homburg (Norbert Grupe) in Berlin, weil dieser wegen seiner unfairen Kampfesweise in der 11. Runde disqualifiziert wurde. Auch der Finne Pekka Kokkonen schaffte es am 7. April 1967 in Helsinki nicht, Piero del Papa zu entthronen. Del Papa gewann diesen Meisterschaftskampf nach 15 Runden einstimmig nach Punkten.
Etwas überraschend verlor Piero del Papa dann am 9. August 1967 in Frankfurt/Main seinen EM-Titel an den Deutschen Lothar Stengel, dem die wenigsten Experten einen Sieg über del Papa zugetraut hatten. Stengel gewann durch K. o. in der fünften Runde. Ein Protest del Papas wegen eines angeblichen Kopfstoßes und eines angeblichen Daumenhiebs ins Auge wurden durch die Fernsehaufnahmen entkräftigt.
Gegen den Dänen Tom Bogs, der den Titel zwischenzeitlich Stengel abgenommen hatte, versuchte er am 28. Januar 1969 in Kopenhagen wieder Europameister im Halbschwergewicht zu werden, verlor diesen Kampf aber nach Punkten. Am 6. Februar 1970 erkämpfte er sich aber in Mailand den EM-Titel im Halbschwergewicht durch einen Punktsieg über Ivan Prebeg aus Jugoslawien erneut. Diesen Titel verteidigte er am 11. September 1970 in Frankfurt/Main erfolgreich gegen seinen Herausforderer Rüdiger Schmidtke.
Am 27. November 1970 verteidigte Piero del Papa diesen Titel in Berlin auch gegen Horst Benedens aus Deutschland durch einen technischen K.-o.-Sieg in der 15. Runde und verlor ihn am 22. Januar 1971 in Berlin dann endgültig an den Deutschen Conny Velensek, dem er nach 15 Runden nach Punkten unterlag. In den nächsten knapp zwei Jahren kämpfte Piero del Papa noch sechsmal. Von diesen Kämpfen verlor er vier, allerdings gegen so namhafte Leute Vicento Rondon aus Argentinien, Rudi Lubbers aus den Niederlanden und Rüdiger Schmidtke und Arno Prick aus Deutschland.

## Weitere Aktivitäten
Nach seiner Boxkarriere profilierte sich Piero del Papa als Filmschauspieler. Er erhielt zwar keine Hauptrollen, spielte aber in vielen Filmen den rauen, aber liebenswerten Gesellen. In einem seiner Filme war auch Bud Spencer sein Partner.

### Filmografie (Auswahl)
- 1968: O tutto o niente